# Grand Palais

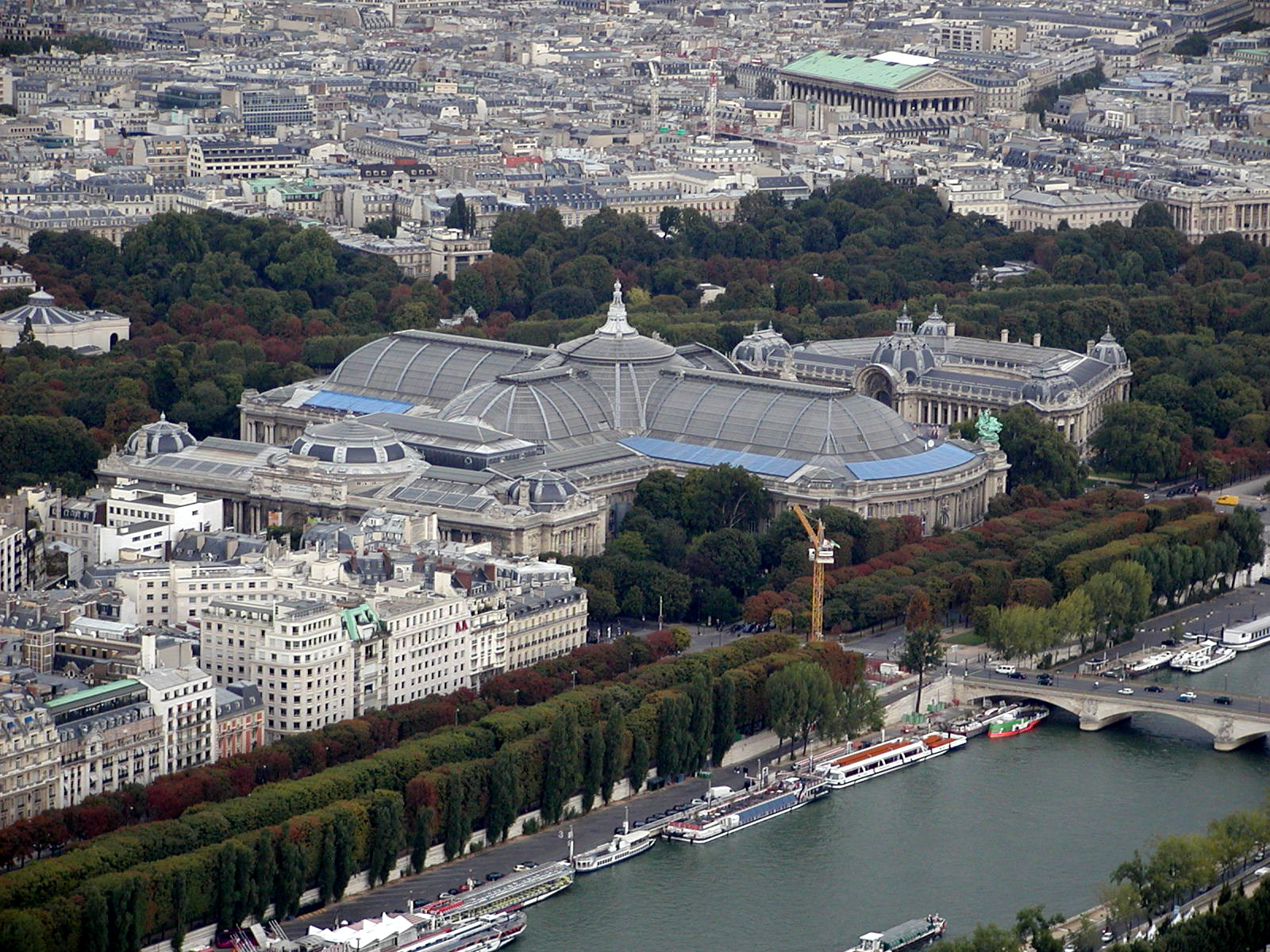
Blick vom Eiffelturm:
Grand Palais (Bildmitte)
Petit Palais (rechts dahinter)

Das Grand Palais (deutsch „Großer Palast“) ist ein für die Weltausstellung im Jahr 1900 in Paris errichtetes Ausstellungsgebäude. Es stellt mit dem gegenüberliegenden Petit Palais und der benachbarten Pont Alexandre III ein bedeutendes Architekturensemble der Belle Époque dar. Nach unterschiedlichen Nutzungen dient es heute den staatlichen Museen als Galerie für Wechselausstellungen. Seit 2011 gehört er zur Dachgesellschaft Réunion des musées nationaux et du Grand Palais des Champs-Élysées.

## Geschichte

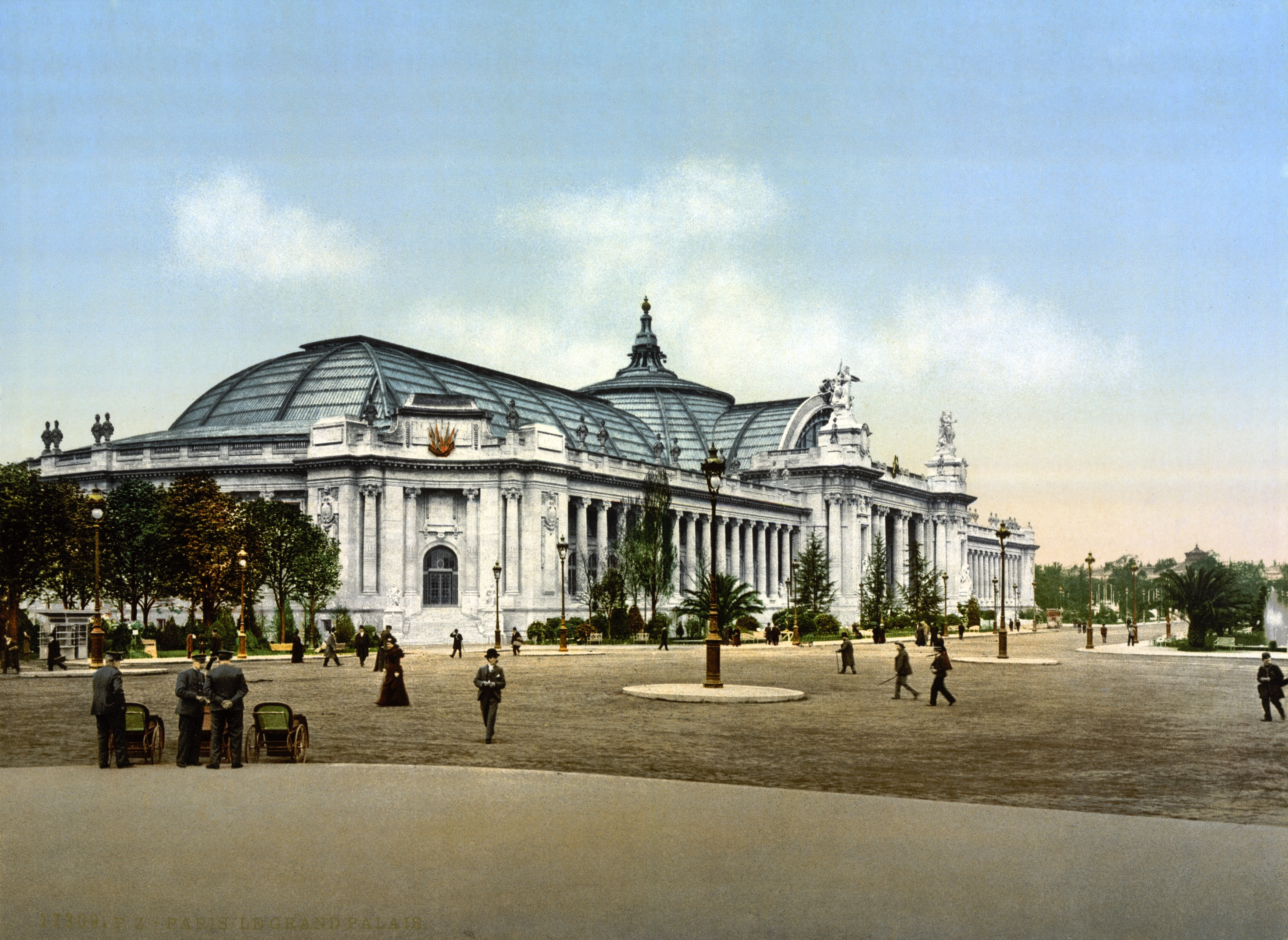
Grand Palais, Postkarte um 1900

Das Grand Palais entstand zwischen 1897 und 1900 an der ebenfalls neugeschaffenen Avenue Nicolas II. (heute: Avenue Winston Churchill), welche die Avenue des Champs-Élysées mit dem Invalidendom verbindet. Zuvor stand an dieser Stelle der für die Weltausstellung von 1855 errichtete Industriepalast. Aus einem auf französische Architekten beschränkten Wettbewerb gingen 1896 Henri-Adolphe-Auguste Deglane (1855–1931), Louis-Albert Louvet (1860–1936), Albert-Félix-Théophile Thomas (1847–1907) und Charles-Louis Girault (1851–1932) als Sieger hervor, wobei Letztgenannter die Leitung erhielt. Am 1. Mai 1900 fand die Einweihung des Grand Palais durch Präsident Émile Loubet statt. Das Palais sollte während der Weltausstellung la gloire de l’Art français („den Ruhm der französischen Kunst“) verherrlichen, wie es in der Giebelinschrift heißt.

## Architektur
Von außen zitiert die Steinarchitektur des Grand Palais die Formen des klassizistischen Barocks im Sinne der Beaux-Arts-Schule. Durch ionische Säulen gegliedert und mit zahlreichen Figurendarstellungen geschmückt erstreckt sich der Bau auf etwa 240 Metern Länge. Er ist bis zu 44 Meter hoch. Neben dem großen Hauptportal an der Avenue Winston Churchill befinden sich an den vier abgeschrägten Enden der Flügelbauten die eigentlichen Eingänge mit großen Freitreppen und Bronzequadrigen als Dachbekrönung. Das Gebäudeinnere mit mehr als 5000 m2 Ausstellungsfläche ist ein weiträumiger Ingenieurbau aus Eisen und Glas auf kreuzförmigen Grundriss.

## Nutzungen
Dem ursprünglichen Sinn entsprechend fanden auch nach der Weltausstellung von 1900 Kunstausstellungen im Grand Palais statt, darunter der von der Société des Artistes Indépendants gegründete Salon des Indépendants. Darüber hinaus war die große Halle des Gebäudes von 1901 bis 1961 Ort der Automobilausstellung Mondial de l’Automobile. Andere Nutzungen waren Buch- und Antiquitätenmessen, die Kunstmesse FIAC, Landwirtschaftsgeräteausstellungen, Modeveranstaltungen, Konzerte und Zirkusgastspiele. Auch Reitturniere fanden von 1901 bis 1957 und seit dem Jahr 2010 wieder unter dem Namen Saut Hermès statt. Der westliche Flügel des Grand Palais wird seit 1937 vom Wissenschaftsmuseum Palais de la découverte genutzt. Unter Kulturminister André Malraux fand 1964 der Umbau des Nordflügels in Räume für große internationale Kunstausstellungen statt. Zu den erfolgreichsten hier gezeigten Ausstellungen gehören die Renoir-Retrospektive 1985 mit 868.600 Besuchern und die Manet-Ausstellung 1983 mit 808.700 Besuchern. Seit dem 1. September 2005 sind die Ausstellungsräume im Nordflügel als Galeries nationales du Grand Palais Teil der Réunion des Musées Nationaux (Staatlichen Museen). Zu den Besonderheiten des Grand Palais gehört eine in einem Gebäudeteil untergebrachte Polizeistation.
Nachdem während einer Antiquitätenmesse im Juni 1993 eine Niete des Glasdaches der großen Halle herabgestürzt war, fand eine zwölfjährige Grundsanierung des Gebäudes statt. Seit 2006 zeigt Chanel in der großen Ausstellungshalle zweimal jährlich die Laufstegkollektionen des Hauses und betreibt großen Aufwand mit riesigen Kulissenbauten. Aufgrund der Größe und des Zuschauerfassungsvermögens des Grand Palais gelten die Chanel-Schauen als Höhepunkt der Pariser Modewoche. Seit Dezember 2012 gibt es in der Adventszeit im Grand Palais eine große Indoor-Eisbahn. Von 2021 bis 2024 wurde das Gebäude umfassend saniert. Als Ausweichquartier diente in dieser Zeit die temporäre Grand Palais Éphémère auf dem Champ de Mars. Während der Olympischen Spiele 2024 in Paris war das Grand Palais Austragungsstätte der Fecht- und der Taekwondo-Wettbewerbe. 2025 fand hier der internationale AI Action Summit statt.

## Ausstellungen
In der großen Halle des Grand Palais fanden wiederholt raumgreifende Ausstellungen zeitgenössischer Bildhauer statt:
- 2007: Anselm Kiefer
- 2008: Richard Serra
- 2010: Christian Boltanski
- 2011: Anish Kapoor
- 2016: Huang Yong Ping

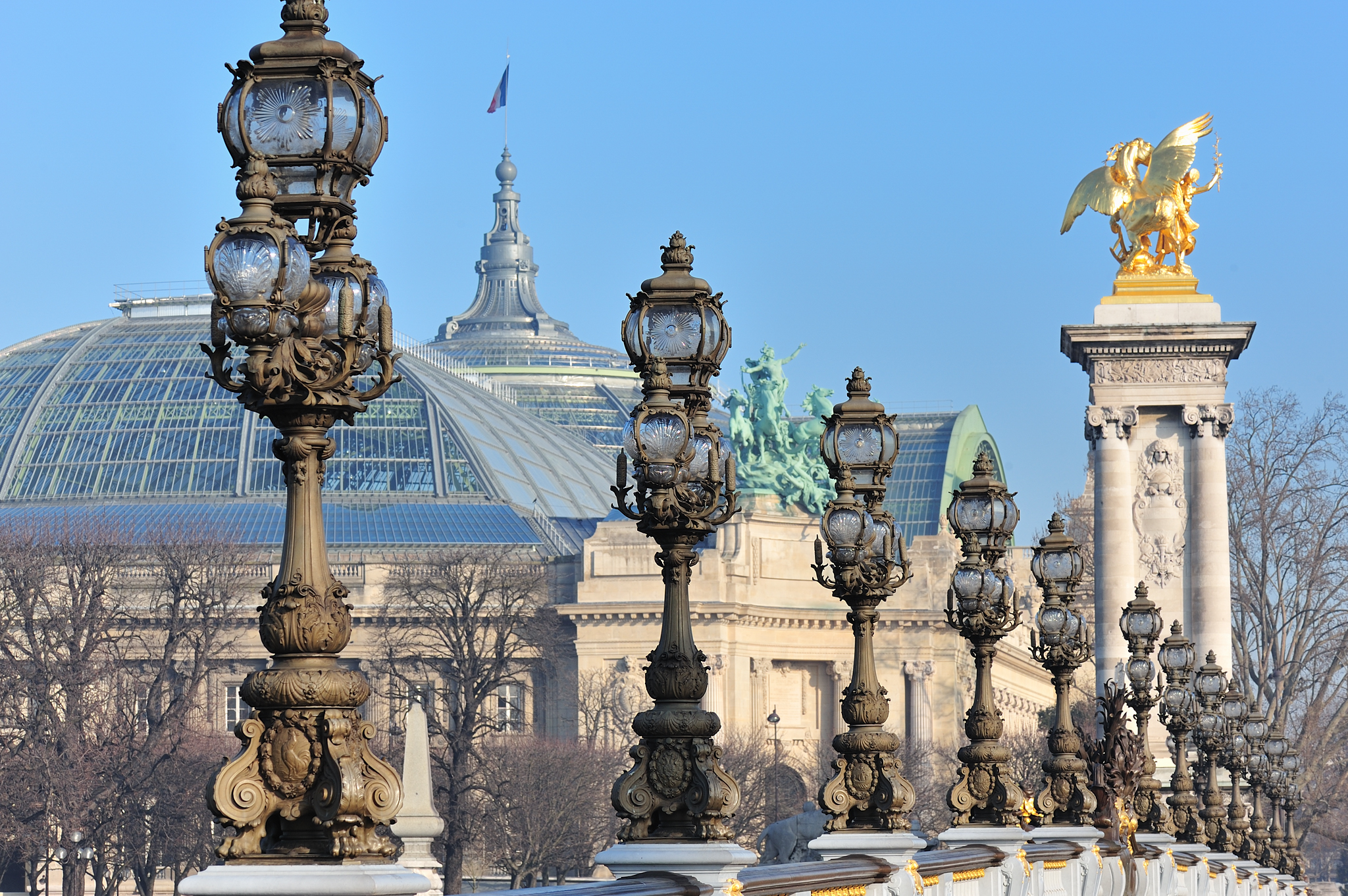
Blick von der Pont Alexandre III
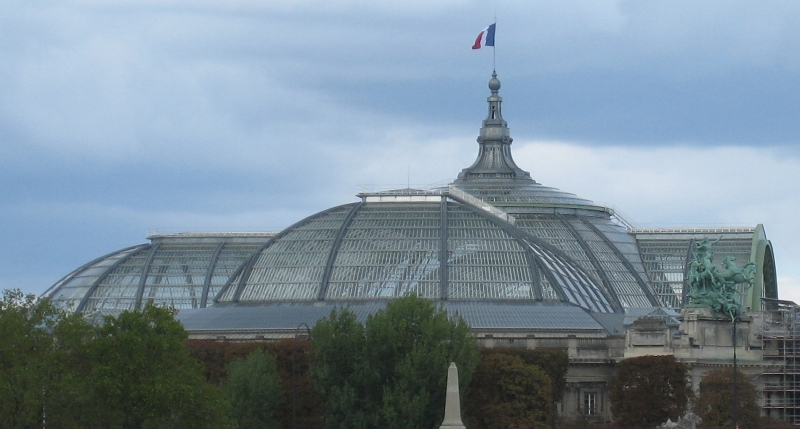
Außenansicht des Daches
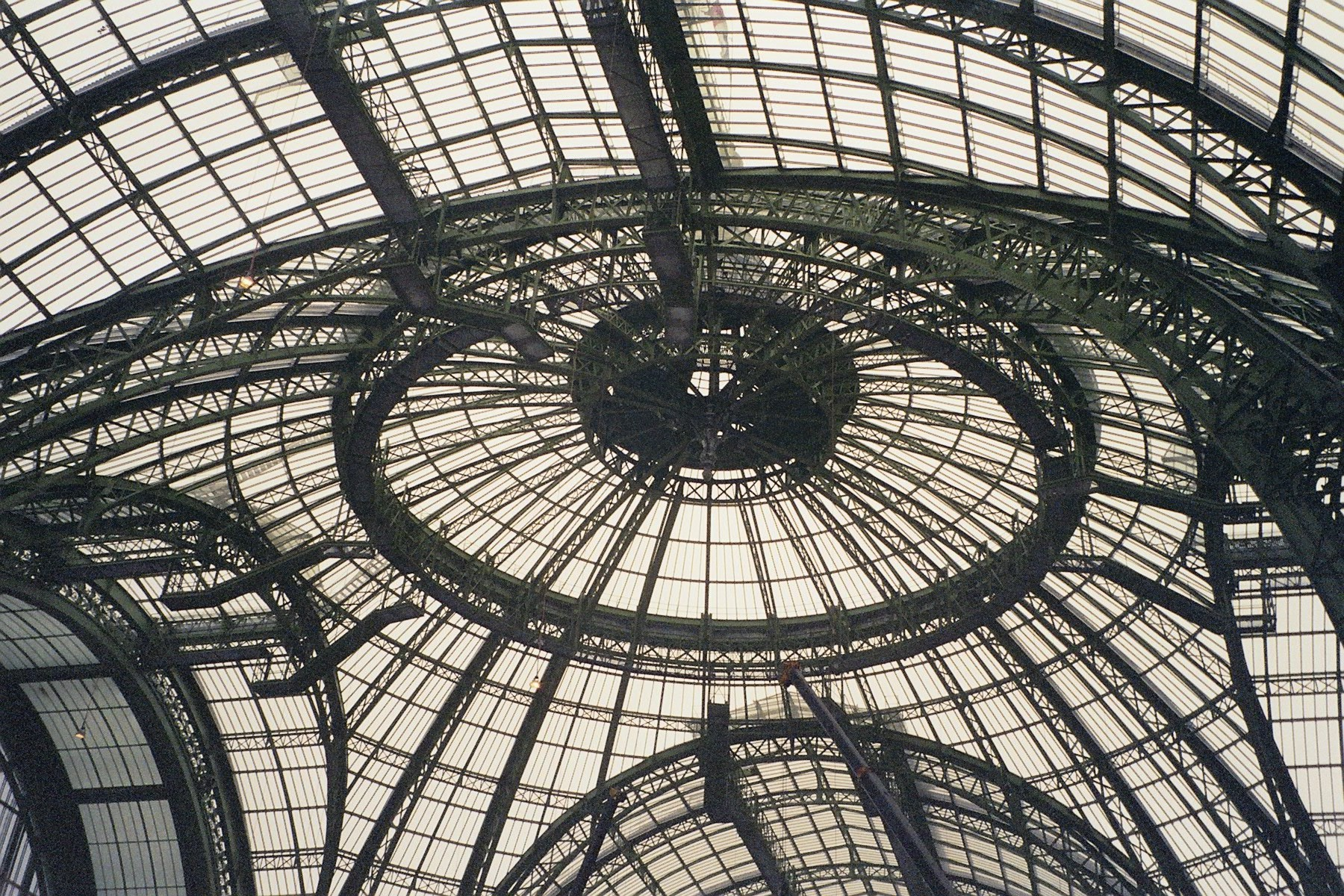
Innenansicht der Dachkonstruktion
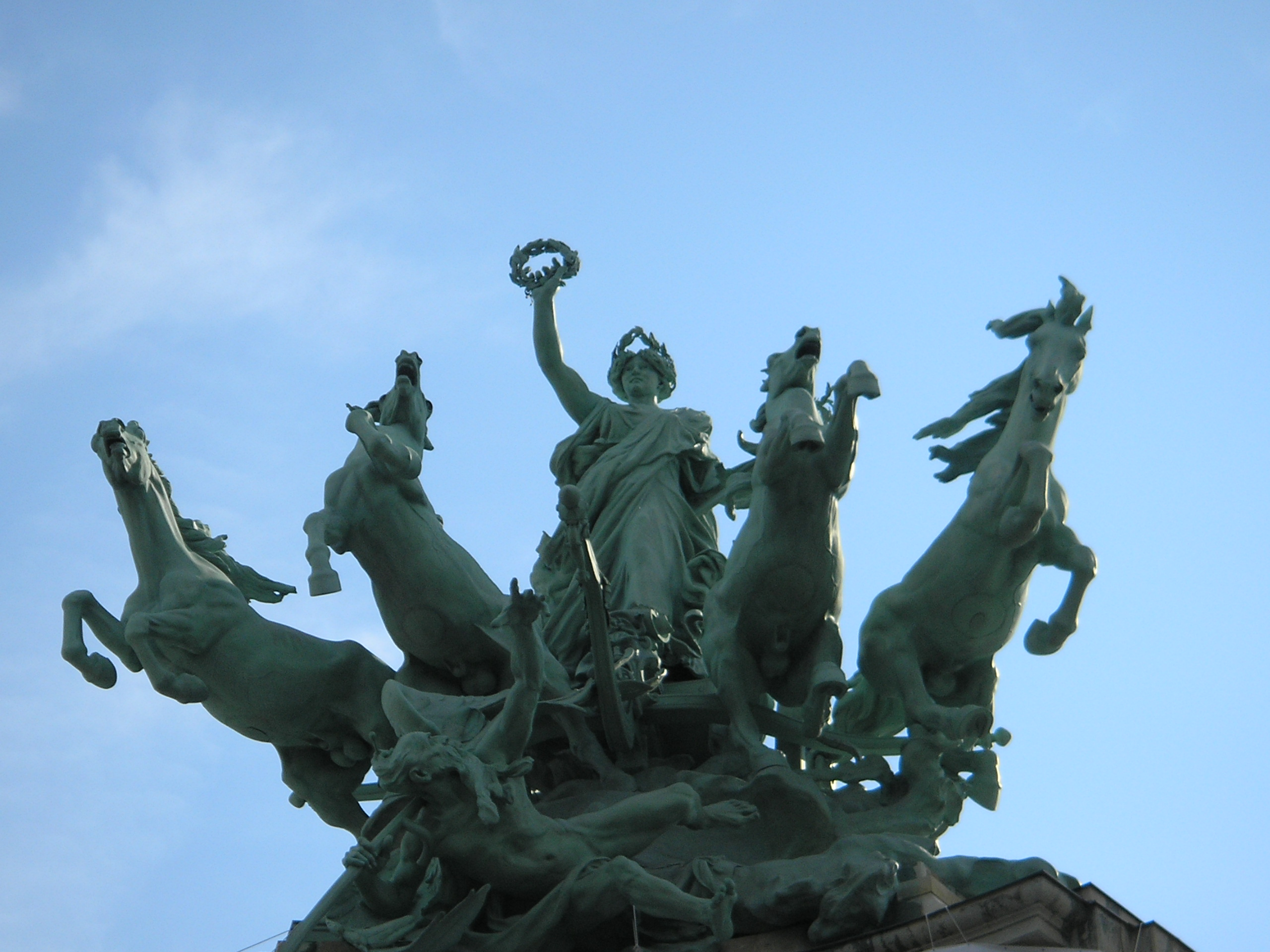
Figurengruppe oberhalb eines Einganges
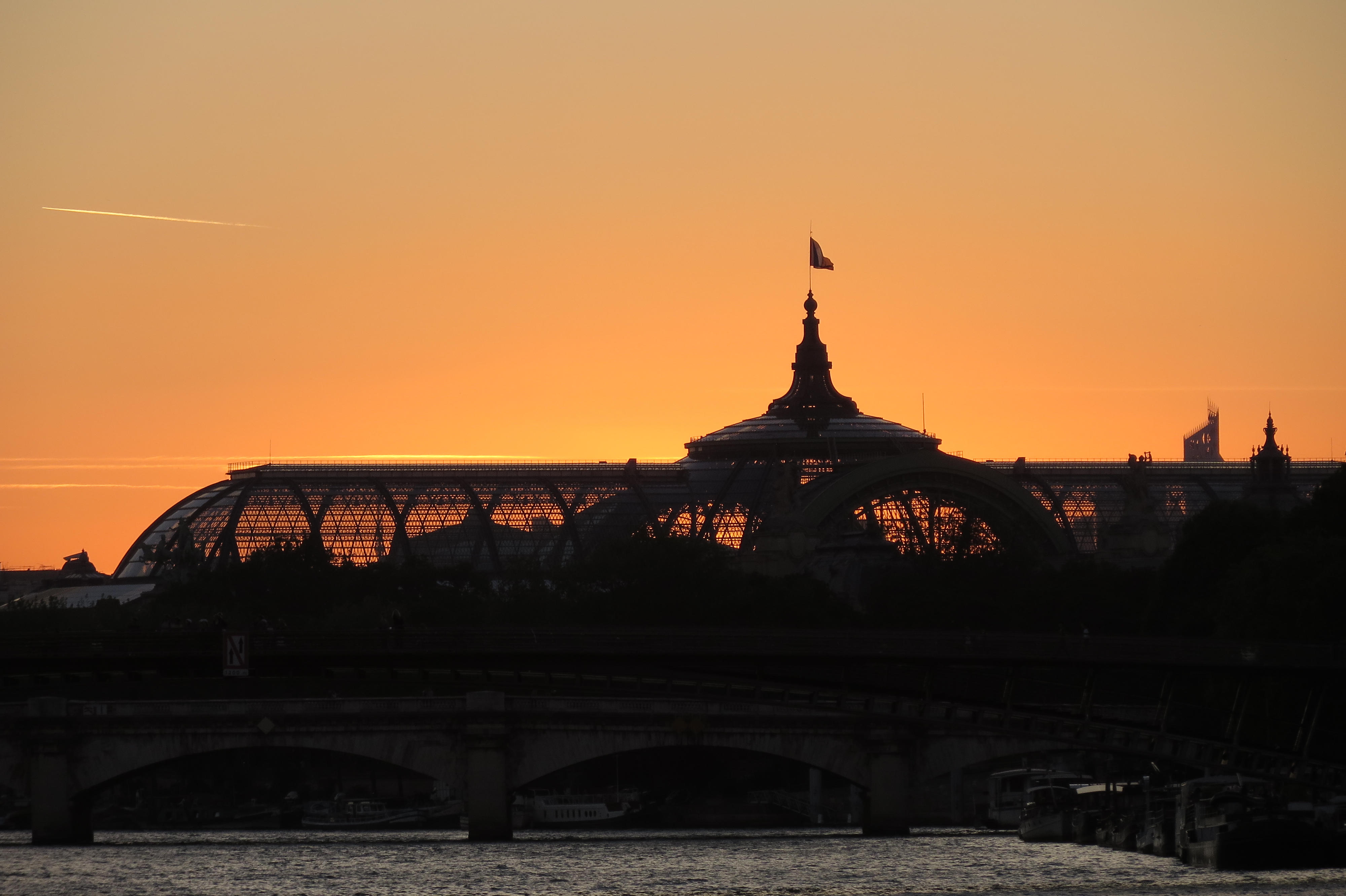
Bei Sonnenuntergang von der Seine